# Евреи в Курской области
Евреи в Курской области (идиш קורסקע אידן‎, также «Курские евреи») — еврейское население, проживающее в Курской области Российской федерации.

## История

### Появление евреев на территории Курской губернии

Карта Черты оседлости

Герб Курской губернии

В отличие от коренного населения Российской империи, евреи подвергались дискриминации со стороны законов: им разрешалось проживать только в так называемой «Черте оседлости», месте проживания евреев империи. Их место расселения включало 15 западных и южных губерний на территории современной Белоруссии, Литвы и Польши, а также части Украины.
Многочисленные царские указы строго запрещали евреям приобретать земельные участки за пределами городов и местечек. В результате этого евреи, проживающие в пределах черты оседлости Российской империи, были вынуждены заниматься исключительно ремёслами, интеллектуальной деятельностью и торговлей.
В 1780 году, императрица Екатерина II, в порядке исключения, разрешила евреям купеческого сословия белорусских губерний записываться в купцы следующих городов (не включая территории черты оседлости): Смоленск, Курск, Москва. Примерно с этого момента, в Курске начало активно расти еврейское население. С 1819 года данное право черты оседлости стало распространяться не только на купцов, но и на некоторых ремесленников.

### Еврейские погромы
19 и 20 октября 1905 года в Курске произошли еврейские погромы, организованные местными черносотенцами. В результате этих погромов были полностью разрушены 32 дома, в которых проживали еврейские семьи, а также разграблены 9 магазинов, принадлежавших евреям.
Эти погромы и сопровождавшая их антисемитская кампания привели к созданию в России ряда левых партий, основанных на национальном признаке. В Курске были зарегистрированы ячейки партий еврейских демократов и еврейских социалистов. Эти партии оказались настолько многочисленными, что на выборах в Курскую городскую думу в июле 1917 года они смогли завоевать 6 депутатских мест из 97: 4 места получили еврейские демократы и 2 — еврейские социалисты.
В 1909—1910 годах в Ямской слободе, в доме Беляева на улице Шоссейной (ныне улица Интернациональная), была открыта синагога.

### Первая мировая война
В период с 1914 по 1924 год в Курске (и Курской губернии) наблюдался значительный рост еврейского населения. Первая волна увеличения численности произошла во время Первой мировой войны, когда в регион прибыли беженцы из оккупированных немецкими войсками территорий Белоруссии и Латвии. Вторая волна была вызвана отменой черты оседлости указом Временного правительства от 20 марта 1917 года, что привело к массовой миграции еврейского населения из западных регионов Российской империи вглубь страны. Это событие стало причиной быстрого распада многовекового уклада компактного проживания евреев.
Приток еврейского населения в Курск и Курскую губернию происходил в основном за счёт миграции евреев из Белоруссии, возможно, по линии традиционных родственных связей. В эти годы в Курске было организовано еврейское культурное общество «Ха-халуц», при котором до 1932 года функционировала публичная еврейская библиотека.

### Вторая мировая война
В первые недели Великой Отечественной войны в Курске начали появляться еврейские беженцы, прибывшие преимущественно из Белоруссии. Бежали от фашистов все кто смог: старики, женщины и дети. Добирались в товарняках и железных угольных «хопрах». Люди порой прибывали в грязном исподнем и ночных рубахах, без вещей, еды и денег. Во время оккупации Курска немецкими войсками, более двух тысяч евреев были убиты.
Согласно переписи населения 1979 года, в Курске и Курской области проживало 4089 евреев, что делало их третьей по численности этнической группой в регионе после русских и украинцев.

## Статистика
| Год  | Кол-во евреев | Процент |
| ---- | ------------- | ------- |
| 1858 | 465           | 0,19 %  |
| 1897 | 4355          |         |
| 1979 | 4089          |         |